# گرفتون آندروود
گرفتون آندروود (به انگلیسی: Grafton Underwood) یک روستا و محله مدنی در بریتانیا است که در Kettering واقع شده‌است. گرفتون آندروود ۱۴۶ نفر جمعیت دارد.